# Trachelipus rathkii
Trachelipus rathkii är en art av landgråsuggor (underordning Oniscoidea) som först beskrevs av Brandt 1833.  Trachelipus rathkii ingår i släktet Trachelipus och familjen Trachelipodidae. Inga underarter finns listade i Catalogue of Life.
Arten är bofast och reproducerande i Sverige, men saknar än så länge svenskt trivialnamn. Den återfinns framför allt i jordbruksmiljöer och urban miljö. Artepitetet kommer från den tyske zoologen Heinrich Rathke.